# Коласе, Уго (кинооператор)
Уго Коласе (исп. Hugo Colace, 3 декабря 1953, Буэнос-Айрес) — аргентинский кинооператор. Имеет также итальянское гражданство.

## Биография
Закончил киношколу в Авельянеде. С конца 1970-х годов снимал короткометражные и документальные ленты, работал на телевидении. Первой работой, принесшей оператору известность, стал фильм Элисео Субьелы Тёмная сторона сердца (1992).

## Избранная фильмография
- 1987: Made in Argentina (Хуан Хосе Хусид)
- 1988: Abierto de 18 a 24 (Виктор Диненсон)
- 1992: Тёмная сторона сердца/ El lado oscuro del corazón (1992, Э.Субьела)
- 1995: No te mueras sin decirme adónde vas (Э.Субьела)
- 1996: El Dedo en la llaga (Альберто Лекки)
- 1998: Secretos compartidos (А.Лекки)
- 2000: Nueces para el amor (А.Лекки)
- 2001: Топь/ La Ciénaga (Лукресия Мартель, Серебряный кондор Ассоциации кинокритиков Аргентины)
- 2002: Короткие истории/ Historias mínimas (Карлос Сорин, Серебряный кондор Ассоциации кинокритиков Аргентины)
- 2003: El juego de Arcibel (А.Лекки)
- 2004: El perro (К.Сорин)
- 2004: 18-j (Даниэль Бурман, Адриан Каэтано, А.Лекки, К.Сорин и др., коллективный проект)
- 2006: Una Estrella y dos cafés (А.Лекки)
- 2008: Опустевшее гнездо/ El nido vacío (Даниэль Бурман, премия за лучшую операторскую работу на Сан-Себастьянском МКФ)
- 2010: Два брата/ Dos hermanos (Даниэль Бурман)
- 2011: Verdades verdaderas. La vida de Estela (Николас Хиль Лаведра)

## Признание
Член Аргентинской киноакадемии, соучредитель и первый президент Ассоциации кинооператоров Аргентины.